# مدام دي سيفينيه
ماري دي رابيتان- شانتال والمعروفة باسم الماركيزة دي سيفينيه de Sévigné هي أدبية فرنسية من أدبيات القرن السابع عشر.
ولدت في 5 فبراير 1626م، باريس – وتوفيت في 17 إبريل 1696م في برينانيه

## تاريخها
فتاة عريقة برجوازية ومنحدرة من عائلة رأسمالية، تيتمت سريعاً وهي في السادسة من العمر، وعندما بلغت الثانية عشر من عمرها تزوجت من الماركيز هنري دي سيفينيه (Henri de Sévigné) في يوم 4 أغسطس 1644م.
و أنجبت منه طفلين:
- ابنتها فرنسوا مارغريت ولدت في 10 أكتوبر 1646م.
- ابنها شارل ولد في 12 مارس 1648م.

في 4 فبراير 1651م تبارز هنري دي سيفينيه مع فارس من ألبرت لأجل مدام دي غوندران، مات الماركيز دي سيفينيه بعد ذلك بيومين.
أقامت مدام دي سيفينيه في قصر روشيه-سيفينيه الذي ورثته من زوجها.
ولكنها عادت إلى باريس في نوفمبر من نفس السنة.
في 27 يناير 1669م تزوجت ابنتها فرنسوا مارغريت من سليل عائلة عريقة من بروفنس، كان يعيش بالقرب من باريس ولكن في نوفمبر، عٌين ملازم أول في بروفنس مما اضطره للمكوث فيها.
كان ابتعاد ابنتها عنها، وهي التي كانت شديدة التعلق بها المحنة الأصعب في حياتها. في 6 فبراير 1671م بعثت مدام دي سيفينيه برسالتها الأولى لأبنتها. وهذا كان بداية مشوار مراسلتها الطويلة، التي استمرت إلى وفاة مدام دي سيفينيه في عام 1696م.
وكانت رسائلها مزيجًا من التاريخ والسياسة والفلسفة والحب وغير ذلك.
وكانت تضع لكل رسالة عنوان يلخص مضمون الرسالة، ومن تلك العناوين:
موت دوفاتيل، موت تورين، زواج الآنسة العظيمة، قصة فوكيه، انتصار شهر مايو، بهجة الحصاد، تفتح البراعم، وغيرها الكثير والكثير من العناوين.

## أعمالها
في عام 1725م نشرت رسائل مدام دي سيفينيه بشكل غير رسمي واحتوت على 28 رسالة. وفي عام 1726م قررت حفيدتها بولين سيميان نشر رسائل جدتها- مدام دي سيفينيه- رسمياً.
حرصت على نشرها في Aix-en-Provence، وهناك نشرت 614 رسالة من عام 1734م إلى 1737م، ثم 772 رسالة في عام 1754م.
اُختيرت ونقحت الرسائل تبعاً لتوجيهات مدام سيميان .

## روابط خارجية
- مدام دي سيفينيه على موقع الموسوعة البريطانية (الإنجليزية)
- مدام دي سيفينيه على موقع ميوزك برينز (الإنجليزية)
- مدام دي سيفينيه على موقع إن إن دي بي (الإنجليزية)